# فهرست جامعه‌شناسان
فهرست جامعه‌شناسان، متشکل از جامعه‌شناسانی است که در نظریه اجتماعی و پژوهش اجتماعی و جامعه‌شناسی سهم بسزایی داشته‌اند. 

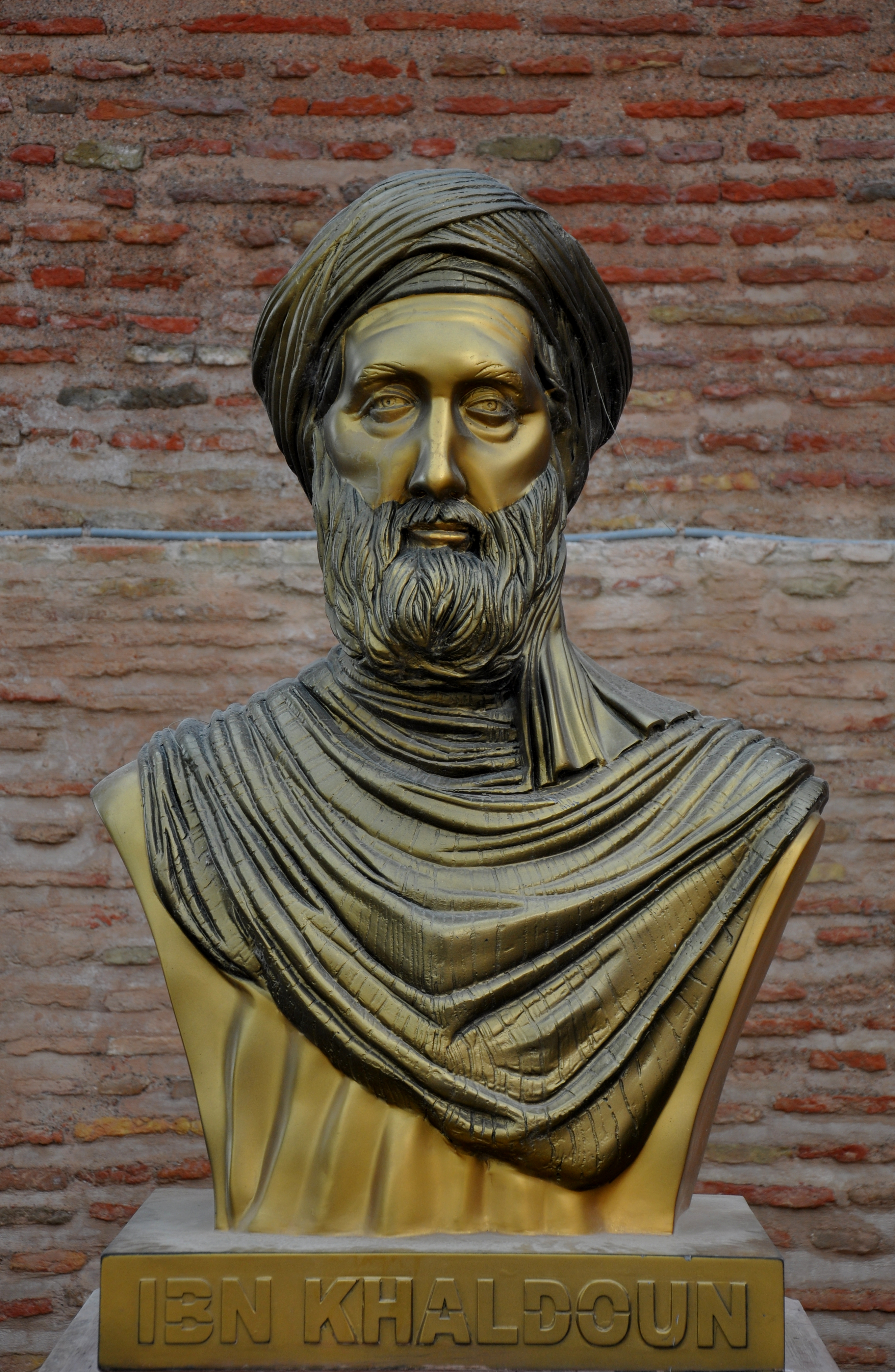
ابن خلدون
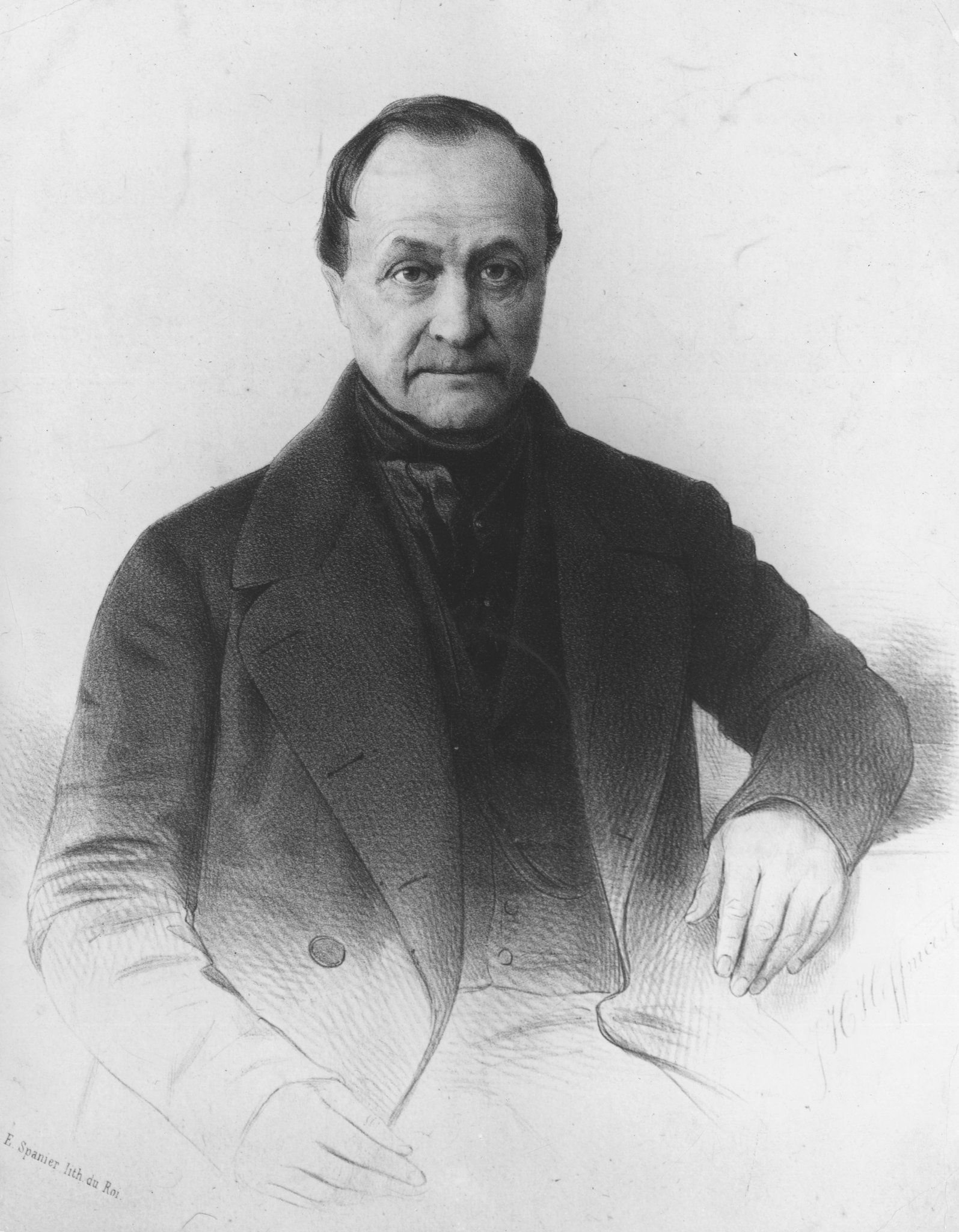
اگوست کنت
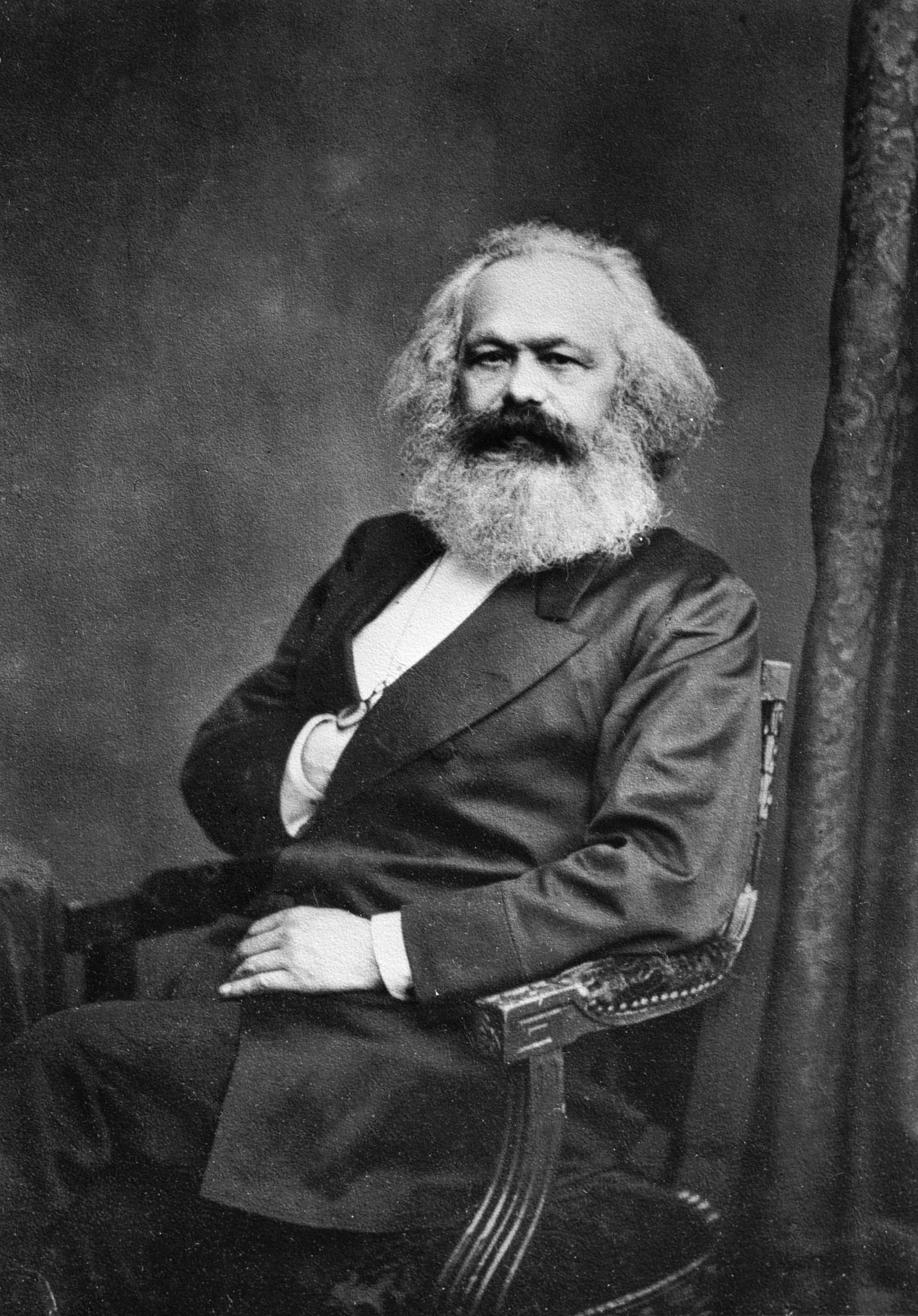
کارل مارکس
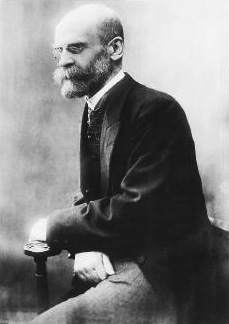
امیل دورکیم
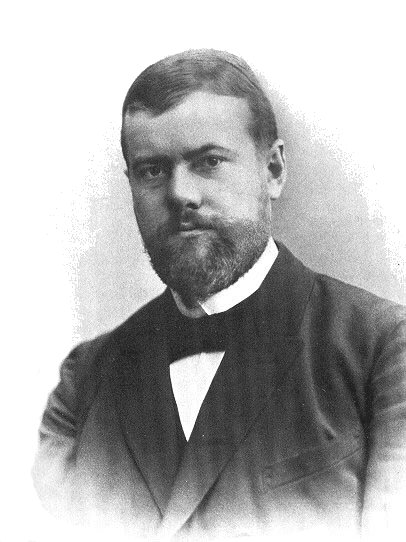
ماکس وبر
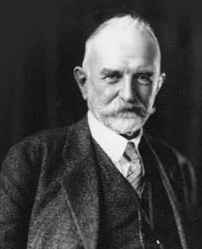
جورج هربرت مید
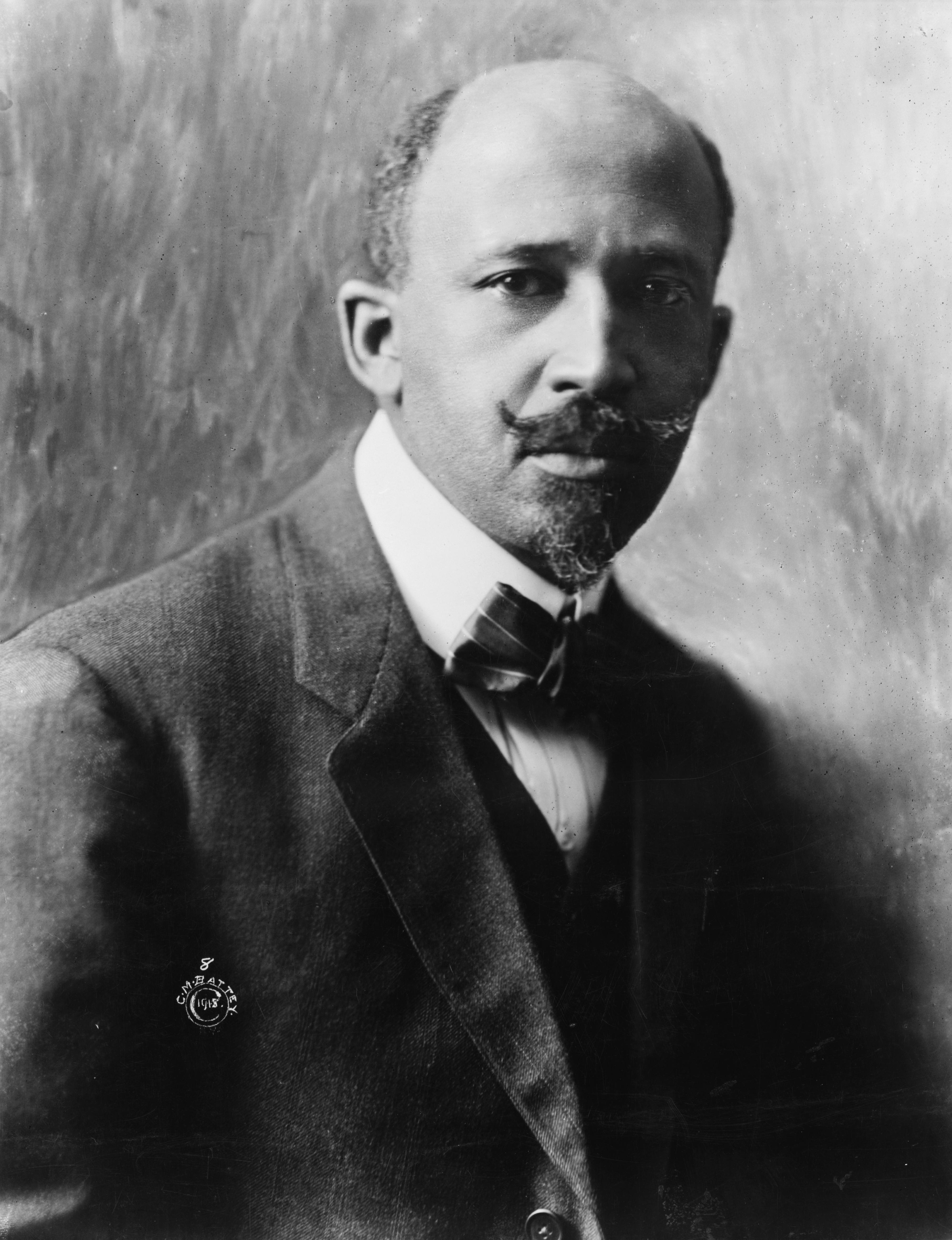
ویلیام دوبوا

## آ
- آرجون آپدورای هندی
- آرون آنتونوفسکی اسرائیلی
- ادوین آمانتا آمریکایی
- استانیسلاو آندرسکی لهستانی و انگلیسی
- استنلی آرونوویتز آمریکایی
- اندرو آراتو مجاری- آمریکایی
- پیتر آبل انگلیسی
- تئودور آدورنو (۱۹۶۳–۱۹۶۳)، فیلسوف آلمانی و جامعه‌شناس فرهنگی
- جان آوری، جامعه‌شناس انگلیسی
- جین آدامز (۱۹۶۰–۱۸۶۰)، مددکار اجتماعی آمریکا، جامعه‌شناس، فیلسوف عمومی و اصلاح طلب
- جیووانی آریگی، جامعه‌شناس ایتالیایی
- ریمون آرون (۱۹۰۵–۱۹۸۳)، فیلسوف و جامعه‌شناس فرانسوی
- رایان آیزلر (زاده ۱۹۳۱)، مورخ فرهنگی، دانشمند سیستم، مربی و وکیل
- ریچارد آلبا، جامعه‌شناس آمریکایی
- شموئل نوا آیزنشتاد (۲۰۱۰–۲۰۱۳ ۱۹۲۳)، جامعه‌شناس اسرائیلی
- فرانچسکو آلبیرونی، جامعه‌شناس ایتالیایی
- فرانسیسکو آیالا، جامعه‌شناس و رمان‌نویس اسپانیایی
- مارک آبرامز (۲۷ آوریل ۱۹۰۶–۲۵ سپتامبر ۱۹۹۴) جامعه‌شناس و دانشمند سیاسی انگلیسی
- مارگارت آرچر، جامعه‌شناس انگلیسی
- هانا آرنت (۱۹۰۶–۱۹۷۵)، نظریه‌پرداز سیاسی آلمان

## ا
- آلبیون وودبری اسمال (۱۹۶۴–۱۹۶۴) آمریکایی
- آلن ارنبرگ فرانسوی
- ابن خلدون (۷۳۲–۸۰۸ قمری) تونسی
- اریک الین رایت آمریکایی
- اریک اندرسون آمریکایی-انگلیسی
- استانیسلاو اوسوسسکی (۱۹۶۳–۱۸۹۷) لهستانی
- استفان سی اسمیت (زاده ۱۹۶۸) آمریکایی
- اسوالد اشپنگلر (۱۹۸۳–۱۸۸۰)، فیلسوف آلمانی
- اکتاویو ایانی (۲۰۰۴–۱۹۲۶) برزیلی
- الیاس اندرسون آمریکایی
- امیتای اتزیونی (زاده ۱۹۲۹) آمریکایی
- انسلم استراوس (۱۹۱۶–۱۹۹۶) آمریکایی
- اوا ایلوز مراکش
- پائولا انگلند آمریکایی
- پاول اشنابل هلندی
- پل استار آمریکایی
- پیتر بی. ایوانز آمریکایی
- تام اسنیجرز، جامعه‌شناس ریاضی هلندی
- تدا اسکاچپول (زاده ۱۹۴۷)، جامعه‌شناس و دانشمند سیاسی آمریکایی
- تی کی اومن، جامعه‌شناس هندی
- جان الستر، جامعه‌شناس نروژی
- جان کیت ایروین (۲۰۱۰–۱۹۲۹)، جامعه‌شناس آمریکایی به دلیل تخصص در سیستم زندان‌های آمریکا شناخته شده‌است
- جرالد ال. ابرلین (زاده ۱۹۳۰)، جامعه‌شناس آلمانی
- جفری سی الکساندر، جامعه‌شناس آمریکایی
- جنت ابو لغد (۲۰۱۳–۱۹۲۸)، جامعه‌شناس آمریکایی
- خوزه اورتگا یی گاست، فیلسوف اسپانیایی
- خوزه اینگنیروس، جامعه‌شناس آرژانتینی
- دوروتی ای. اسمیت (زاده ۱۹۲۶)، جامعه‌شناس انگلیسی و نظریه‌پرداز جنسیت
- دیوید ای. اسنو (زاده ۱۹۴۲)، جامعه‌شناس آمریکایی
- دیوید سی استارک، جامعه‌شناس آمریکایی
- رادولفو استیونهاگن، انسان‌شناس و جامعه‌شناس مکزیکی
- رونالد انروث (زاده ۱۹۳۸)، جامعه‌شناس آمریکایی
- ساموئل ا. استوفر، جامعه‌شناس آمریکایی
- سوزان استار، جامعه‌شناس آمریکایی
- فرانتس اوپنهایمر (۱۹۶۴–۱۹۶۴)، جامعه‌شناس و اقتصاددان آلمانی
- فریدریش انگلس (۱۸۲۰–۱۸۹۵)، فیلسوف سوسیالیست آلمانی
- فرناندو اسکالانته گونزالبو، جامعه‌شناس مکزیکی
- کانچای ایلیا (زاده ۱۹۵۲)، دانشمند سیاسی هند و فعال اجتماعی
- کای تی اریکسون (زاده ۱۹۳۱)، جامعه‌شناس آمریکایی
- کریستین اسمیت (زاده ۱۹۶۰)، جامعه‌شناس دین آمریکایی
- کلاوس اوفه (زاده ۱۹۴۰)، جامعه‌شناس آلمانی
- گوستاو اسپینگ-اندرسن، جامعه‌شناس دانمارکی
- گیل اومودت (زاده ۱۹۴۱)، جامعه‌شناس آمریکایی / هندی
- لوید اولین، جامعه‌شناس آمریکایی
- لینت اسپیلمن، جامعه‌شناس آمریکایی
- مارتین البرو، جامعه‌شناس انگلیسی
- نوربرت الیاس (۱۹۹۰–۱۹۹۰)، جامعه‌شناس آلمانی
- نیل اسملسر، جامعه‌شناس آمریکایی
- هارولد اینسس، جامعه‌شناس کانادایی که نظریه اصلی را توسعه داده‌است
- هربرت اسپنسر (۱۹۰۳–۱۸۲۰)، فیلسوف انگلیسی

## ب
- آلبرت بنشوپ (زاده ۱۹۴۹)، جامعه‌شناس هلندی
- آندره بتیل، جامعه‌شناس هندی
- هنری برگسون (۱۸۵۹–۱۹۴۱)، فیلسوف فرانسوی
- آیلین بارکر (زاده ۱۹۳۸)، جامعه‌شناس و استاد انگلیسی
- ادوارد برنشتاین، سیاستمدار و روشنفکر آلمانی
- ارنست بورگس (۱۹۶۶–۱۸۸۶)، جامعه‌شناس کانادایی
- ارنست بورینسکی (۱۹۰۱–۱۹۰۱)، جامعه‌شناس آلمانی
- اسکات بورمان (زاده ۱۹۴۹)، جامعه‌شناس آمریکایی
- الیزابت بدنتر (زاده ۱۹۴۴)، فیلسوف و مورخ فرانسوی
- الیویه بوبینو (زاده ۱۹۷۲)، جامعه‌شناس فرانسوی
- اموری استفن بوگاردوس، جامعه‌شناس آمریکایی
- امیلی گرین بالچ، استاد جامعه‌شناسی آمریکایی و برنده جایزه صلح نوبل
- اولریش بک (زاده ۱۹۴۴)، جامعه‌شناس آلمانی
- ای. دیگبی بالتزل، جامعه‌شناس آمریکایی
- باری بارنز، جامعه‌شناس انگلیسی
- پاتریک بارت، جامعه‌شناس انگلیسی
- پیتر ال برگر (زاده ۱۹۲۹)، جامعه‌شناس اتری-آمریکایی
- پیتر بلاو (۱۹۱۸–۲۰۰۲)، جامعه‌شناس آمریکایی
- پیتر برمن (زاده ۱۹۵۶)، جامعه‌شناس آمریکایی
- پیر ال. ون دن برگ، جامعه‌شناس بلژیکی
- پیر بوردیو (۲۰۰–۲۰۰۲)، جامعه‌شناس فرانسوی
- تام آر. بورنز، جامعه‌شناس اروپایی-آمریکایی
- تام باتامور (۱۹۲۰–۱۹۹۲)، جامعه‌شناس انگلیسی
- جان دیوید برور (زاده ۱۹۵۱)، جامعه‌شناس انگلیسی
- جسی برنارد، جامعه‌شناس فمینیستی آمریکایی
- جنس بکرت، جامعه‌شناس آلمانی
- جودیت باتلر (زاده ۱۹۵۶)، تئوریسین جنسیت آمریکایی
- جوزف برگر، جامعه‌شناس آمریکایی
- جیزلا بیلیبره-اهرنبرگ (زاده ۱۹۲۹)، جامعه‌شناس، قوم‌شناس و سکسولوژیست آلمانی
- چارلز بوث، پژوهشگر اجتماعی انگلیس
- دانیل بل (زاده ۱۹۱۹)، جامعه‌شناس آمریکایی
- دانیل بلیتراچ (زاده ۱۹۳۸)، جامعه‌شناس و روزنامه‌نگار فرانسوی
- دونالد بلک، جامعه‌شناس آمریکایی
- دیوید بلور، جامعه‌شناس انگلیسی
- دیوید جی. بروملی، جامعه‌شناس آمریکایی
- رابرت بارتولوموی (زاده ۱۹۵۸)، جامعه‌شناس پزشکی آمریکایی ساکن نیوزلند
- رابرت بالچ، جامعه‌شناس آمریکایی
- رابرت بیرسست، جامعه‌شناس آمریکایی
- رابرت ن. بلاه، جامعه‌شناس آمریکایی
- راجر باستید، جامعه‌شناس فرانسوی
- راجرز برووبکر، جامعه‌شناس آمریکایی
- راینهارد بندیکس، جامعه‌شناس آلمانی و آمریکایی
- رولان بارتز (۱۹۱۵–۱۹۱۵)، منتقد ادبی فرانسه، نظریه‌پرداز ادبی و اجتماعی، فیلسوف و نشانه‌شناس
- رونالد برت، جامعه‌شناس آمریکایی
- رونالد بریگر، جامعه‌شناس آمریکایی
- ریچارد اف. بهرنت (۱۹۷۸–۱۹۰۳)، جامعه‌شناس آلمانی
- ریموند بادن، جامعه‌شناس فرانسوی
- زیگمونت باومن (زاده ۱۹۲۵)، جامعه‌شناس لهستانی و انگلیسی
- ژان باوبروت (زاده ۱۹۴۱)، مورخ و جامعه‌شناس فرانسوی
- ژان بودریار (۲۰۰۷–۱۹۲۹)، نظریه‌پرداز فرهنگی فرانسه
- ژان میشل برتلو، جامعه‌شناس فرانسوی
- ژرژ بالاندایر، جامعه‌شناس فرانسوی
- سرجسو باگو، جامعه‌شناس آرژانتینی
- فرانک بین، جامعه‌شناس آمریکایی
- کاتلین ام. بل (زاده ۱۹۵۳)، جامعه‌شناس آمریکایی
- کارل برینکمان (۱۹۵۴–۱۸۸۵)، جامعه‌شناس آلمانی
- کریشنا باتاچان، جامعه‌شناس نپالی
- کنت دی. بیلی، جامعه‌شناس آمریکایی
- گریگوری بیتسون (۱۹۰۴–۱۹۸۰)، سایبرنتیک انگلیسی / آمریکایی
- گری بکر، اقتصاددان آمریکایی
- لوک بولتانسکی، جامعه‌شناس فرانسوی
- لیبرتی بارنز، جامعه‌شناس آمریکایی
- لیلا بوشرا، جامعه‌شناس پاکستانی
- مارگون بیورنهولت (زاده ۱۹۵۸)، جامعه‌شناس و اقتصاددان نروژی
- مایکل بوراووی، جامعه‌شناس آمریکایی
- نورمن بیرنباوم، جامعه‌شناس آمریکایی
- والتر اف. باکلی، جامعه‌شناس آمریکایی
- والتر بنیامین (۱۹۴۰–۱۸۹۲)، نویسنده و جامعه‌شناس آلمانی
- والدن بلو، جامعه‌شناس فیلیپینی
- ویکتور برانفورد (۱۹۳۰–۱۸۶۳)، جامعه‌شناس انگلیسی
- هاوک برانخورست، جامعه‌شناس آلمانی
- هربرت بلومر (۱۹۰۰–۱۹۰۰)، جامعه‌شناس آمریکایی
- هوارد ساول بکر (زاده ۱۸ آوریل ۱۹۲۸)، جامعه‌شناس آمریکایی
- هوارد پل بکر، جامعه‌شناس آمریکایی

## پ
- اندرو پیکرینگ، جامعه‌شناس انگلیسی
- اورلاندو پترسون، جامعه‌شناس آمریکایی
- ایلیا پرگوگن، شیمیدان بلژیکی، سهم اصلی در جامعه‌شناسی تئوری ساختارهای اتلاف است
- پیر-جوزف پرودون (۱۸۰۹–۱۸۶۵)، متفکر سوسیالیست آرمانگرای فرانسوی
- تالکوت پارسونز (۱۹۷۹–۱۹۰۲)، جامعه‌شناس آمریکایی
- رابرت ازرا پارک (۱۹۴۴–۱۸۶۴)، جامعه‌شناس آمریکایی
- رابرت پوتنام (متولد ۱۹۴۱)، دانشمند سیاسی آمریکا
- ژان پیاژه (۱۹۸۰–۱۸۹۶)، روان‌شناس رشد سوئیسی
- ژان کلود پاسرون، جامعه‌شناس فرانسوی
- سی. جی پاسکو، جامعه‌شناس آمریکایی
- فردریش پولاک، دانشمند علوم اجتماعی آلمان
- کارل پوپر، فیلسوف اتریشی
- کارل پولانی، اقتصاددان مجارستان
- کارل پیرسون (۱۸۵۷–۱۹۳۶)، آماری انگلیسی
- نیکوس پولانتزاس (۱۹۷۳–۱۹۳۶)، جامعه‌شناس سیاسی یونان
- ویلفردو پارتو (۱۹۲۳–۱۸۴۸)، اقتصاددان و جامعه‌شناس ایتالیایی
- آدام پرزوورسکی، جامعه‌شناس سیاسی لهستان
- آدام پوسامایی، جامعه‌شناس متولد بلژیکی
- الژاندرو پورجز، جامعه‌شناس کوبایی-آمریکایی
- امیل پواتات، مورخ و جامعه‌شناس فرانسوی
- تره ور پینچ، جامعه‌شناس انگلیسی
- جان پورتر (۱۹۱۹–۱۹۱۹)، جامعه‌شناس کانادایی
- جوئل م. پودولنی، جامعه‌شناس آمریکایی
- جید پیجت (زادۀ ۱۹۷۳)، نوازنده آمریکایی
- جیمز پتراس، جامعه‌شناس آمریکایی
- ریکاردو پوزاس آرکینیگا، جامعه‌شناس و انسان‌شناس مکزیکی
- ژاکلین پشارد (۱۹۶۵)، جامعه‌شناس مکزیکی
- ساموئل اچ. پرستون، جمعیت‌شناس و جامعه‌شناس آمریکایی
- مایکل پلکون، جامعه‌شناس آمریکایی
- والتر دبلیو. پائول، جامعه‌شناس آمریکایی
- ویلی پیرسون جونیور، جامعه‌شناس آمریکایی
- هریت بی. پرسر (درگذشت ۲۰۱۲)، جامعه‌شناس و جمعیت‌شناس آمریکایی
- هلموت پلاسنر، جامعه‌شناس آلمانی

## ت
- آ. اچ تاونی، سوسیالیست اخلاقی انگلیسی
- آلن تورن (متولد ۱۹۲۵)، جامعه‌شناس فرانسوی
- ادوارد برنت تیلور، انسان‌شناس انگلیسی
- ای. پی تامپسون (۱۹۲۴–۱۹۹۳)، مورخ سوسیالیست انگلیس
- ارنست ترولشت، جامعه‌شناس و فیلسوف آلمانی
- الکسیس دو توکوویل (۱۸۰۵–۱۸۵۹)، مقاله‌نویس فرانسوی و تحلیلگر سیاسی
- ایپولیت تن (۱۸۲۸–۱۸۲۸)، مورخ و منتقد اثبات گرای فرانسوی
- برایان س. ترنر، جامعه‌شناس انگلیسی
- جاناتان اچ. ترنر، نظریه‌پرداز اجتماعی آمریکا
- چارلز تیلی (۲۰۰۸–۱۹۲۹)، جامعه‌شناس آمریکایی
- دابلیو. آی توماس (۱۹۶۳–۱۸۶۳)، روان‌شناس اجتماعی آمریکایی
- سیدنی تاروو، جامعه‌شناس آمریکایی
- شری ترکل، جامعه‌شناس آمریکایی
- غلامعباس توسلی (۱۳۱۴ خورشیدی)، جامعه‌شناس ایرانی و فعال اجتماعی
- فردیناند تونیس (۱۹۸۳–۱۸۵۵)، فیلسوف آلمانی و بنیانگذار جامعه‌شناسی آلمانی
- گابریل تارد (۱۹۰۴–۱۸۴۳)، جامعه‌شناس و روان‌شناس فرانسوی
- ویکتور ترنر، انسان‌شناس انگلیسی
- الکساندر تاراسوف، جامعه‌شناس روسی
- ایان تیلور (۱۹۴۴–۲۰۰۱)، جامعه‌شناس و جرم‌شناس انگلیسی
- پیتر تاونزند، جامعه‌شناس فقر انگلیس
- جان تامپسون، جامعه‌شناس فرهنگ و رسانه انگلیس
- جودیت تریس، جامعه‌شناس آمریکایی
- دورتتا تیلور، جامعه‌شناس محیطی آمریکایی
- رئیمو تووملا، فیلسوف فنلاندی و نظریه‌پرداز اجتماعی
- رناتو تروز، جامعه‌شناس ایتالیایی
- سارا تورنتون (متولد ۱۹۶۵)، جامعه‌شناس، نویسنده و مردم‌شناس کانادایی
- سلیم تماری، جامعه‌شناس تاریخی فلسطین
- فرانس ویندانس تواین (زاده ۱۹۶۰)، جامعه‌شناس و مردم‌شناس آمریکایی
- گوران تربورن، جامعه‌شناس سوئدی و انگلیسی
- لوری تیلور (متولد ۱۹۳۶)، جامعه‌شناس و مجری انگلیسی
- لیزا تاراکی، جامعه‌شناس فلسطینی
- نیکلاس تیماشف، جامعه‌شناس روسی
- والری تیشکوف (متولد ۱۹۴۱)، مردم‌شناس و جامعه‌شناس روسی
- یاسوما تاکادا، جامعه‌شناس ژاپنی

## ج
- فردریک جیمسون، فیلسوف آمریکایی و نظریه‌پرداز اجتماعی
- ماری جاهودا (۱۹۰۷–۲۰۰۷)، جامعه‌شناس اتریشی و انگلیسی و روان‌شناس اجتماعی
- استی جکسون (متولد ۱۹۵۱)، جامعه‌شناس انگلیسی
- الیزر جف، جامعه‌شناس اسرائیلی و آمریکایی
- بنتون جانسون (متولد ۱۹۲۸)، جامعه‌شناس آمریکایی
- پل جوریون، جامعه‌شناس و دانشمند بلژیکی آمریکایی
- جانت جیکوبز (متولد ۱۹۴۸)، جامعه‌شناس آمریکایی
- جیمز م. جاسپر (متولد ۱۹۵۷)، جامعه‌شناس آمریکایی
- دنی جورگنسن، جامعه‌شناس آمریکایی
- رودریگو جوکیچ (متولد ۱۹۴۶)، جامعه‌شناس آلمانی و مکزیک و نظریه‌پرداز اجتماعی
- ژاکلین جکسون (۲۰۰۴–۲۰۰۴)، جامعه‌شناس و مربی آمریکایی
- عایشه جلال، مورخ پاکستانی-آمریکایی، جامعه‌شناس و استاد
- فرانک لنکستر جونز (متولد ۱۹۳۷)، جامعه‌شناس استرالیایی
- کارول جوف، جامعه‌شناس آمریکایی
- کورادو جینی (۱۹۸۴–۱۸۸۴)، آماری ایتالیایی
- گای بنتون جانسون (۱۹۸۹–۱۹۹۱)، جامعه‌شناس آمریکایی
- گیل جفرسون (۲۰۰۸–۱۹۳۸)، جامعه‌شناس آمریکایی و تحلیلگر گفتگو
- لوئیس وید جونز (۱۹۱۰–۱۹۱۹)، جامعه‌شناس و آموزگار آفریقایی / آمریکایی
- ماری جیسون، جامعه‌شناس فرانسوی
- موریس جانوویتز، جامعه‌شناس آمریکایی
- میریام م. جانسون (۲۰۰۷–۱۹۲۸)، جامعه‌شناس آمریکایی
- هانس جواس، نظریه‌پرداز اجتماعی آلمان
- هنری جیرو، جامعه‌شناس آموزش و پرورش
- یاسمین جیوانی، دانشگاهی و فعال فمینیستی

## خ
- عبدالکبیر خطیبی (۲۰۰۹–۱۹۳۸) ، منتقد ادبیات مراکش، رمان‌نویس، فیلسوف، نمایشنامه نویس، شاعر و جامعه‌شناس

## د
- امیل دورکیم (۱۹۱۹–۱۹۶۸)، جامعه‌شناس فرانسوی
- تامی داگلاس، سیاستمدار کانادایی
- رابرت دال (متولد ۱۹۱۵)، دانشمند سیاسی آمریکا
- رالف دارندورف (۱۹۲۹–۲۰۰۹)، جامعه‌شناس و سیاستمدار آلمانی-انگلیس
- رگیس دبرای، مدیوم فرانسه
- ژاک دریدا، فیلسوف فرانسوی
- ژان دووینوود، جامعه‌شناس فرانسوی
- ژیل دلوز (۱۹۲۵–۱۹۹۵)، فیلسوف فرانسوی
- کریستین دلفی (متولد ۱۹۴۱)، جامعه‌شناس فرانسوی، فمینیستی و نظریه‌پرداز
- مری داگلاس، انسان‌شناس انگلیسی و جامعه‌شناس ادراک
- موریس دوورژه، جامعه‌شناس فرانسوی
- ویلهلم دیلتای، مورخ آلمانی، روان‌شناس و جامعه‌شناس
- ویلیام دوبوآ (۱۹۶۳–۱۸۶۸)، جامعه‌شناس آمریکایی و رهبر حقوق مدنی
- اریک دوینگ، جامعه‌شناس انگلیسی
- استوارت سی داد، جامعه‌شناس آمریکایی
- الکساندر دایکسل (متولد ۱۹۳۵)، جامعه‌شناس آلمانی
- اوتیس دادلی دانکن، جامعه‌شناس آمریکایی
- بوگدان دنیچ، جامعه‌شناس آمریکایی
- پل دی مگیو، جامعه‌شناس فرهنگی آمریکایی
- تروی داستر، جامعه‌شناس آمریکایی
- جورجی دیمیتروف دیمیتروف، جامعه‌شناس بلغاری
- جی. ویلیام دوماف، جامعه‌شناس آمریکایی
- دنکوارت دنکوورتس (متولد ۱۹۳۳)، جامعه‌شناس آلمانی
- دنیس دوکلوس، جامعه‌شناس فرانسوی
- دوناتلا دلا پورتا، جامعه‌شناس و دانشمند ایتالیایی
- رگیس داریکبورگ (متولد ۱۹۴۷)، جامعه‌شناس فرانسوی ادیان
- رندی دیوید، جامعه‌شناس فیلیپینی
- ژرژ دیوی، جامعه‌شناس فرانسوی
- فرانسوا د سانلی، جامعه‌شناس فرانسوی
- کینگزلی دیویس، جامعه‌شناس آمریکایی
- لئونور دیویدوف (۲۰۱۳–۱۹۳۲)، جامعه‌شناس و مورخ جامعه‌شناس آمریکایی-انگلیسی
- موریس دوورگر، جامعه‌شناس فرانسوی
- میچل دونیر، جامعه‌شناس آمریکایی
- هاینز دییتریچ، جامعه‌شناس آلمانی و مکزیکی
- هلن دینرمن (۱۹۷۴–۱۹۲۰)، محقق افکار عمومی آمریکا

## ر
- آلفرد رجینال رادکلیف-براون (۱۹۵۱–۱۸۸۱)، انسان‌شناس اجتماعی انگلیس
- پل ریکور، فیلسوف فرانسوی
- تریه رود لارشن (متولد ۱۹۴۷)، دیپلمات و جامعه‌شناس نروژی
- جورج ریتزر (متولد ۱۹۴۰)، جامعه‌شناس آمریکایی
- جیمز محمود رایس (متولد ۱۹۷۲)، جامعه‌شناس استرالیایی
- چارلز سی راگن، جامعه‌شناس آمریکایی
- دیوید رایزمن، جامعه‌شناس آمریکایی
- رولند رابرتسون، جامعه‌شناس انگلیسی
- ژان-ژاک روسو، فیلسوف سوئیسی
- گی روشه، جامعه‌شناس کانادایی
- آرن رونبرگ، جامعه‌شناس فنلاندی، انسان‌شناس و زبان‌شناس فنلاندی
- آرنولد مارشال رز، جامعه‌شناس آمریکایی
- استفان راودنبوش، جامعه‌شناس و آماری آمریکایی
- اویاد راز (متولد ۱۹۶۸)، جامعه‌شناس و انسان‌شناس اسرائیلی
- پل روزنفلز، روان‌شناس و جامعه‌شناس آمریکایی
- جان رکس (متولد ۱۹۲۸)، جامعه‌شناس انگلیسی
- روبن جی. رومباوت، جامعه‌شناس کوبا-آمریکایی
- سال رستیو، جامعه‌شناس آمریکایی
- سام ریچارد، جامعه‌شناس آمریکایی
- گری رونکیمان، جامعه‌شناس انگلیسی
- گوستاو راتزنوفر، جامعه‌شناس اتریشی
- گیلیان رز، جامعه‌شناس انگلیسی
- نیکولاس رز، جامعه‌شناس انگلیسی
- ویلیام ای. رابینسون، جامعه‌شناس آمریکایی
- هیسوس ام. دو میگوئل رودریگز (زاده ۱۹۴۷)، جامعه‌شناس اسپانیایی
- یوجین روزنستاک هوسی (۱۹۷۳–۱۸۸۸)، فیلسوف اجتماعی آلمانی

## ز
- تاتیانا زاسلاوسایا، جامعه‌شناس روسی
- فلورین رنانیسکی (۱۹۵۸ ۱۸۸۲)، جامعه‌شناس لهستانی / آمریکایی
- جورج زیمل (۱۹۵۸–۱۹۱۸)، جامعه‌شناس و فیلسوف آلمانی
- ورنر زمبارت (۱۹۴۱–۱۸۶۳)، اقتصاددان و جامعه‌شناس آلمانی
- فیل زاکرمن، جامعه‌شناس آمریکایی
- اویاتار زرووباول، جامعه‌شناس شناختی آمریکایی
- ایروینگ زولا، جامعه‌شناس پزشکی آمریکایی و فعال حقوق معلولیت
- بنجامین زبلوکی (متولد ۱۹۴۱)، جامعه‌شناس و روان‌شناس آمریکایی
- توکوفو زوبری، جامعه‌شناس آمریکایی
- رنه زاوالتا مرکاگو (۱۹۳۵–۱۹۳۵)، جامعه‌شناس بولیوی
- ژان زیگلر (متولد ۱۹۳۴)، جامعه‌شناس سوئیسی
- شارون زوکین، جامعه‌شناس آمریکایی
- مایر زالد، جامعه‌شناس آمریکایی
- ولکمار زیگوش، جامعه‌شناس و سکسولوژ آلمانی
- ویویانا زلیزر، جامعه‌شناس آمریکایی
- هریت زاکرمن، جامعه‌شناس آمریکایی، متخصص در علم است

## س
- آمارتیا سن، اقتصاددان هندی در جامعه‌شناسی توسعه
- ادوین ساترلند (۱۹۹۳–۱۸۹۳)، جرم‌شناس آمریکایی
- استیون سیدمن، جامعه‌شناس آمریکایی
- پیتر ساندرز، جامعه‌شناس استرالیایی
- پیتیریم سوروکین (۱۹۸۹–۱۹۸۹)، جامعه‌شناس روسی
- جیووانی سارتوری (۲۰۰۷–۲۷ ۱۹۲۴)، دانشمند سیاسی ایتالیا
- ریچارد سنت (متولد ۱۹۴۳)، جامعه‌شناس و چهره عمومی آمریکایی
- ژرژ سورل، فیلسوف فرانسوی
- ساسکیا ساسن (متولد ۱۹۴۹)، جامعه‌شناس آمریکایی
- فردینان دو سوسور (۱۹۵۷–۱۷۹۵)، زبان‌شناس سوئیسی (ساختار گرایی)
- کلود هانری سن سیمون (۱۷۶۰–۱۸۲۵)، فیلسوف و متفکر فرانسوی
- لوسی ساچمن، جامعه‌شناس آمریکایی
- ویلیام گراهام سامنر (۱۹۴۰–۱۸۴۰)، جامعه‌شناس آمریکایی
- هربرت الکساندر سایمون، دانشمند اجتماعی آمریکایی
- آن سویدلر، جامعه‌شناس آمریکایی
- ایان اسونونیس، جامعه‌شناس فرهنگی آمریکایی
- ایلرت سانت (۱۸۷۵–۱۸۱۷)، جامعه‌شناس نروژی
- ایوون سزلنی، جامعه‌شناس مجاری-آمریکایی
- اِم. اِن. سرینواس (۱۹۱۶–۱۹۹۹)، جامعه‌شناس هندی
- برناردو سورج (متولد ۱۹۴۸)، جامعه‌شناس برزیلی
- بواونتورا دا سوسا سانتوس، جامعه‌شناس پرتغالی
- پیر سانسو، جامعه‌شناس فرانسوی
- پینار سلک، جامعه‌شناس ترکیه ای
- توماس سوگرو، مورخ و جامعه‌شناس آمریکایی
- جان اسکات (متولد ۱۹۴۹)، جامعه‌شناس انگلیسی
- چارلز ای. سیلبرمن، جرم‌شناس آمریکایی
- رابرت جی. سمسون، جامعه‌شناس آمریکایی
- رنو سانسولیو (۲۰۰۲–۱۹۳۶)، جامعه‌شناس فرانسوی در حوزه جامعه‌شناسی سازمان‌ها
- ریچارد سوئدبرگ، جامعه‌شناس سوئدی
- ژان سگوی، جامعه‌شناس فرانسوی ادیان (۲۰۰۷–۱۹۲۵)
- فرانسوا سییماند، جامعه‌شناس فرانسوی
- فیلیپ سلزنیک، جامعه‌شناس آمریکایی
- ویلیام اچ. سول، جامعه‌شناس آمریکایی
- هاروی ساکس (درگذشت ۱۹۷۵)، جامعه‌شناس و قوم‌شناس آمریکایی

## ش
- آلفرد شوتس (۱۹۵۹–۱۸۹۹)، فیلسوف و جامعه‌شناس اتریشی (پدیدارشناسی)
- استیون شیپین، جامعه‌شناس آمریکایی
- توماس جی. شف، جامعه‌شناس آمریکایی
- علی شریعتی (۱۳۱۲ –۱۳۵۶ خورشیدی)، جامعه‌شناس و نویسنده ایرانی
- ماکس شلر، فیلسوف آلمانی و بنیانگذار جامعه‌شناسی علم
- جوزف آلوئوس شومپیتر (۱۹۸۳–۱۸۸۳)، اقتصاددان اتریشی
- آلبرت شافل، جامعه‌شناس آلمانی
- آلن شنایبرگ (۲۰۰۹–۱۹۳۹)، جامعه‌شناس محیط زیست آمریکایی
- آنسون شوپه، جامعه‌شناس آمریکایی
- ادوارد شیلز، جامعه‌شناس آمریکایی
- ایمانوئل شکگلاف، جامعه‌شناس آمریکایی
- پیوتر شتومپکا (متولد ۱۹۴۴)، جامعه‌شناس لهستانی
- تاموتسو شیبوتانی، جامعه‌شناس ژاپنی-آمریکایی
- جان شتپانسکی (۲۰۰۴–۱۹۹۴)، جامعه‌شناس لهستانی
- جرمی شاپیرو، جامعه‌شناس آمریکایی
- جورای شنک (زاده ۱۹۴۸)، جامعه‌شناس اسلواکی
- جولیت بی. شور، جامعه‌شناس آمریکایی
- کرت سی. شلیختینگ، جامعه‌شناس آمریکایی
- مایکل شوارتز (متولد ۱۹۴۲)، جامعه‌شناس آمریکایی
- ولفگانگ شلوتر، جامعه‌شناس آلمانی
- هربرت شیلر، جامعه‌شناس آمریکایی
- هلموت شلسکی (۱۹۱۲)، جامعه‌شناس آلمانی

## ف
- آندره گوندر فرانک (۲۰۰۵–۱۹۲۹)، مورخ اقتصادی و جامعه‌شناس آلمانی
- انریکو فری، جامعه‌شناس و جرم‌شناس ایتالیایی
- پیم فورتاین (۲۰۰۲–۱۹۴۸)، نویسنده و سیاستمدار جامعه‌شناس هلندی
- شارل فوریه (۱۸۷۲–۱۷۷۲)، جامعه‌شناس فرانسوی
- فرانتز فانون، روشنفکر و جامعه‌شناس اهل مارتینیک
- میشل فوکو (۱۹۲۶–۱۹۸۴)، فیلسوف فرانسوی
- نانسی فریزر، نظریه‌پرداز اجتماعی آمریکا
- آلفرد ژول امیل فویلی، فیلسوف و جامعه‌شناس فرانسوی
- استیو فولر، جامعه‌شناس آمریکایی
- انوسکا فرلیگوج، جامعه‌شناس ریاضیات اسلوونیایی
- اورلاندو فلس بوردا، جامعه‌شناس کلمبیایی
- پل فاکونت (۱۹۱۸–۱۸۷۴)، جامعه‌شناس فرانسوی
- پیتر فلور، جامعه‌شناس اتریشی
- توماس فارارو (متولد ۱۹۳۳)، جامعه‌شناس ریاضی آمریکایی
- جان بلمی فاستر، جامعه‌شناس و روزنامه‌نگار آمریکایی
- جو فیگین، جامعه‌شناس آمریکایی
- جورج فیتژوگه (۱۸۰۶–۱۸۸۱)، نظریه‌پرداز اجتماعی آمریکا
- دنیل ای. فاس (زاده ۱۹۴۰)، جامعه‌شناس آمریکایی
- رنه فاکس، جامعه‌شناس آمریکایی
- ریک فانتازیا، جامعه‌شناس آمریکایی
- ژرژ فریدمن، جامعه‌شناس فرانسوی
- سلسو فورتادو، اقتصاددان برزیلی
- فلورستان فرناندز (۱۹۹۱–۱۹۹۵)، جامعه‌شناس برزیلی
- فی شیاوتونگ (۲۰۰۵–۲۰۰۵)، جامعه‌شناس و انسان‌شناس چینی
- کریستال ماری فلمینگ (متولد ۱۹۸۱)، جامعه‌شناس و نویسنده آمریکایی
- کلود فیشر (متولد ۱۹۴۷)، نویسنده آمریکایی نظریه خرده فرهنگی شهرسازی
- گری آلن فاین (متولد ۱۹۵۰)، جامعه‌شناس آمریکایی
- گیلبرتو فرایر (۱۹۰۰–۱۹۸۷)، جامعه‌شناس برزیلی
- میرا مارکس فره (متولد ۱۹۴۹)، جامعه‌شناس آمریکایی
- هانس فرایر (۱۹۱۹–۱۸۸۷)، جامعه‌شناس و فیلسوف آلمانی
- هاینز فون فورستر، سایبرنتیک اتریشی / آمریکایی

## ک
- آدولف کوتله، آماریست و فرانسوی جامعه‌شناس
- آلفرد کروبر، انسان‌شناس آمریکایی
- آنا جولیا کوپر، جامعه‌شناس آمریکایی
- آندری کاراطایف (زاده ۱۹۶۱)، جامعه‌شناس روسی
- آگوست کنت (۱۸۵–۱۷۹۸)، بنیانگذار جامعه‌شناسی فرانسوی
- الیاس کانتی، رمان‌نویس و جامعه‌شناس خارج از کشور بلغارستان
- الیهو کاتز، جامعه‌شناس آمریکایی
- پاتریشیا هیل کالینز (زاده ۱۹۴۸)، جامعه‌شناس آمریکایی
- پیتر کروپوتکین (۱۹۴۲–۱۸۴۲)، متفکر آنارشیست روسی
- توماس کوهن (۱۹۲۲–۱۹۹۶)، نظریه‌پرداز علوم آمریکایی
- جولیتا کاستلانوس (زاده ۱۹۵۲)، جامعه‌شناس هندورایی
- جیمز ساموئل کلمن (۱۹۲۶–۱۹۹۵)، جامعه‌شناس آمریکایی
- چارلز کولی (۱۹۶۴–۱۸۶۴)، جامعه‌شناس آمریکایی
- راینهارت کوزلک (۲۰۰۶-۱۹۲۳)، مورخ آلمانی و نظریه‌پرداز اجتماعی
- ریوین کانل (زاده ۱۹۴۴)، جامعه‌شناس استرالیایی
- زیگفرید کراکائر، جامعه‌شناس آلمانی
- ژرژ کانگیلم، روشنفکر فرانسوی
- ژولیا کریستوا، جامعه‌شناس فمینیستی بلغار-فرانسوی
- فرناندو هنریک کاردوسو (زاده ۱۹۳۱)، جامعه‌شناس برزیلی، رئیس‌جمهور پیشین برزیل
- کارل کائوتسکی، نظریه‌پرداز مارکسیست روسیه
- کالین کراوچ، جامعه‌شناس انگلیسی
- کورنلیوس کاستوریادیس (۱۹۲۲–۱۹۹۷)، فیلسوف یونانی و نظریه‌پرداز سیاسی
- مارتین کوش، فیلسوف و جامعه‌شناس اتریشی
- مارکی دو کندورسه، ریاضیدان فرانسوی و جامعه‌شناس
- مانوئل کاستلز (زاده ۱۹۴۲)، جامعه‌شناس اسپانیایی و برنامه‌ریز شهری
- میشل دوسرتو، جامعه‌شناس فرهنگی فرانسه
- نیکلاس کریستاکیس، جامعه‌شناس آمریکایی
- آرون سیکور، جامعه‌شناس آمریکایی
- آگوستین کووا، جامعه‌شناس اهل اکوادور
- آنتونینا کوسوکوفسکا (۱۹۱۹–۲۰۰۱)، جامعه‌شناس لهستانی
- آنتونیو کاسو، جامعه‌شناس مکزیکی
- آنیبال کویجانو، جامعه‌شناس پرویی
- اریک کلینبرگ، جامعه‌شناس آمریکایی
- استفان ای. کنت ، جامعه‌شناس کانادایی
- استفان کارنوفسکی (۱۹۷۹–۱۸۷۹)، جامعه‌شناس لهستانی
- استنلی کوهن، جامعه‌شناس انگلیسی (جرم‌شناسی)
- اکویلا برلس کیانی (۲۰۱۲–۱۹۲۱)، جامعه‌شناس و مدرس هندی
- الکساندر کاپتو، جامعه‌شناس و دانشمند روسی و اوکراینی؛ دیپلمات، روزنامه‌نگار، سیاستمدار و دولت‌مرد
- انریکو کورانتلی، جامعه‌شناس آمریکایی
- اولی ام. کیتاگاوا (۲۰۰۷–۲۰۰۷)، جامعه‌شناس، جمعیت‌شناس و مدرس آمریکایی
- باروچ کیمرلینگ، جامعه‌شناس اسرائیلی
- برناردو کلیکسبرگ، جامعه‌شناس آرژانتینی
- بوریس کاگارلیسکی، جامعه‌شناس روسی
- پل کانترون، جامعه‌شناس انگلیسی
- جان کیتوزو، جامعه‌شناس ژاپنی-آمریکایی
- جولیتا کرکوود (۱۹۳۶–۱۹۸۵)، جامعه‌شناس شیلی، دانشمند سیاسی و فعال فمینیستی
- چارلز کورزمان، جامعه‌شناس آمریکایی
- داگلاس ای. کاوان، جامعه‌شناس کانادایی
- دالتون کانلی، جامعه‌شناس آمریکایی
- دیتر کلسنس (۱۹۹۷–۱۹۲۱)، جامعه‌شناس آلمانی،
- دیرک کسلر (زاده ۱۹۴۴)، جامعه‌شناس آلمانی
- رابرت کاستل، جامعه‌شناس فرانسوی
- راجر کایلو، جامعه‌شناس فرانسوی
- رندال کالینز، جامعه‌شناس آمریکایی
- رنه کونیگ (۱۹۰۶–۱۹۹۲)، جامعه‌شناس آلمانی
- رونالد ال کوهن، روان‌شناس اجتماعی آمریکایی
- ریچارد کلوارد (۱۹۲۶–۲۰۰۱)، جامعه‌شناس آمریکایی
- ریچارد کوینی (متولد ۱۹۳۴)، جامعه‌شناس آمریکایی
- سوزان میرا کینگزبوری (۱۹۴۹–۱۸۷۰)، جامعه‌شناس آمریکایی
- سیگرید کواک، جامعه‌شناس آلمانی
- فرانسس کلور (۱۹۵۳–۱۸۷۳)، جامعه‌شناس آمریکایی، اصلاح طلب اجتماعی و محقق
- فیلیپ ان. کوهن، جامعه‌شناس آمریکایی
- کاتسویا کوداما (زاده ۱۹۵۹)، جامعه‌شناس ژاپنی و محقق صلح
- کاتلین کارلی، جامعه‌شناس محاسباتی آمریکایی
- کارل جی. کوچ (۱۹۲۵–۱۹۹۴)، جامعه‌شناس آمریکایی
- کریگ کالون، جامعه‌شناس آمریکایی
- کلیفورد کلگ، جامعه‌شناس آمریکایی
- گابریل کلین (زاده ۱۹۵۷)، جامعه‌شناس، نظریه‌پرداز رقص و مربی
- لارس کلاوزن (زاده ۱۹۳۵)، جامعه‌شناس آلمانی
- لوئیس ای. کوسر (۲۰۰۳–۱۹۹۳)، جامعه‌شناس آمریکایی
- لین کنورثی، جامعه‌شناس آمریکایی
- ماکسیم کووالوسکی (۱۸۵۱–۱۹۱۶)، جامعه‌شناس روسی
- ماکسین لیدز کریگ، جامعه‌شناس آمریکایی
- میرا کوماروفسکی (۱۹۰۵–۱۹۹۹)، جامعه‌شناس روسی-آمریکایی
- میشل کالون، جامعه‌شناس فرانسوی
- میشل کروزیر، جامعه‌شناس فرانسوی
- نیتاشا کائول، جامعه‌شناس، نویسنده و شاعر کشمیری هند
- وایتاتوس کتولیس، جامعه‌شناس و منتقد ادبیات لیتوانیایی-آمریکایی
- هری کالینز، جامعه‌شناس انگلیسی
- یوجین م. کولیشر (۱۹۵۳–۱۸۹۱)، جامعه‌شناس روسی / آمریکایی

## گ
- آرنولد گهلن (۱۹۰۴–۱۹۷۶)، فیلسوف و جامعه‌شناس آلمانی
- آلوین گولدنر، جامعه‌شناس آمریکایی
- آنتونی گیدنز (متولد ۱۹۳۸)، جامعه‌شناس انگلیسی
- آنتونیو گرامشی (۱۹۷۱–۱۸۹۱)، تئوریسین مارکسیستی و اجتماعی ایتالیا
- اروینگ گافمن (۱۹۸۲–۱۹۲۲)، جامعه‌شناس تعامل کانادایی
- پاتریک گیدز، جامعه‌شناس اسکاتلندی
- دیگو گامتتا، جامعه‌شناس ایتالیایی
- ژرژ گورویچ، جامعه‌شناس روسی / فرانسوی
- شارلوت پرکینز گیلمن، جامعه‌شناس آمریکایی
- ضیا گاوک آلپ (۱۹۲۴–۱۹۷۶)، جامعه‌شناس، نویسنده، شاعر و فعال سیاسی ترکیه
- فرانسیس گالتون (۱۹۲۲–۱۸۲۲)، آماری انگلیسی
- کلیفورد گرتز، انسان‌شناس آمریکایی
- لوسیان گلدمن، جامعه‌شناس رومانیایی یا فرانسوی
- هارولد گارفینکل (متولد ۱۹۱۷)، جامعه‌شناس آمریکایی
- یوهان گالتونگ، جامعه‌شناس، ریاضیدان نروژی و بنیانگذار مطالعات صلح
- ارنست گلنر (۱۹۲۵–۱۹۹۵)، فیلسوف چک و انگلیس و انسان‌شناس اجتماعی
- استیون جی گلد (متولد ۱۹۵۵)، جامعه‌شناس آمریکایی
- اندرو ام. گرلی، جامعه‌شناس آمریکایی، کشیش، نویسنده
- ایزاک گرابر (۱۹۸۵–۱۹۸۵)، جامعه‌شناس و مورخ یهودی
- بارنی گلاسر، جامعه‌شناس آمریکایی
- باری گلسنر (متولد ۱۹۵۲)، جامعه‌شناس آمریکایی
- پل گیلروی، جامعه‌شناس انگلیسی
- تئودور گایگر (۱۹۵۱–۱۸۹۱)، جامعه‌شناس آلمانی
- تاد گیتلین، جامعه‌شناس آمریکایی
- جان اچ. گلدثورپ (متولد ۱۹۳۵)، جامعه‌شناس انگلیسی
- جان گاونتا، جامعه‌شناس آمریکایی-انگلیسی
- جف گودوین، جامعه‌شناس آمریکایی
- جک گلدستون، جامعه‌شناس آمریکایی
- دیپانکار گوپتا (متولد ۱۹۴۴)، جامعه‌شناس هندی
- دیمیتری گوستی (۱۹۵۵–۱۸۸۰)، جامعه‌شناس رومانی، خالق روش مونوگرافی جامعه شناختی
- دیوید د گارلند، جامعه‌شناس انگلیسی
- دیوید گلس (۱۹۷۹–۱۹۱۱)، جامعه‌شناس انگلیسی
- ریچارد گراتوف (متولد ۱۹۳۴)، جامعه‌شناس و پدیدارشناس آلمانی
- سالوادور گینر، جامعه‌شناس اسپانیایی
- فرانکلین هنری گیدینگز، جامعه‌شناس آمریکایی
- لئونید گرینین (متولد ۱۹۵۸)، جامعه‌شناس روسی
- لودویگ گمپلوویچ (۱۹۰۹–۱۸۳۸)، جامعه‌شناس لهستانی، یکی از بنیانگذاران جامعه‌شناسی اروپا
- لوسیانو گالینو، جامعه‌شناس ایتالیایی
- لیا گرینفلد (متولد ۱۹۵۱)، جامعه‌شناس روسی / آمریکایی
- مارسل گواچ، جامعه‌شناس فرانسوی
- مارک گرانواتر، جامعه‌شناس آمریکایی
- ماکس گلاکمن (۱۹۷۹–۱۹۱۱)، انسان‌شناس اجتماعی آفریقای جنوبی / انگلیسی
- موریس گینزبرگ، جامعه‌شناس انگلیسی
- ناتان گلازر، جامعه‌شناس آمریکایی
- نیگل گیلبرت، جامعه‌شناس انگلیسی
- هربرت گانس (متولد ۱۹۲۷)، جامعه‌شناس آمریکایی
- هربرت گینتیس، دانشمند رفتارشناس آمریکایی
- یاسونوسوکه گوندا، جامعه‌شناس ژاپنی

## ل
- هنری لفبور (۱۹۰۱–۱۹۹۱)، فیلسوف مارکسیستی فرانسه
- ارنستو لاکلائو، جامعه‌شناس آرژانتینی
- اسکات لش، جامعه‌شناس آمریکایی
- ایمره لاکاتوش، فیلسوف مجارستانی
- برونو لاتور (متولد ۱۹۴۷)، جامعه‌شناس علوم فرانسه
- پل لازارسفلد (۱۹۰۱–۱۹۰۱)، جامعه‌شناس اتریشی / آمریکایی
- توماس لاکمن (متولد ۱۹۲۷–۳۰۱۶)، جامعه‌شناس آلمانی
- جان لاک، فیلسوف انگلیسی
- چارلز لمرت (متولد ۱۹۳۷)، جامعه‌شناس آمریکایی
- رزا لوکزامبورگ (۱۹۷۰–۱۸۷۰)، نظریه‌پرداز سوسیالیست آلمانی
- ژاک لاکان (۱۹۰۱–۱۹۰۱)، روان‌شناس فرانسه
- ژان فرانسوا لیوتار (۱۹۸۹–۱۹۲۴)، فیلسوف فرانسوی
- سیمور مارتین لیپست (زاده ۱۹۲۲)، جامعه‌شناس مقایسه‌گرای آمریکایی
- عمر لیزاردو، جامعه‌شناس آمریکایی
- کلود لوی اشتراوس (۱۹۰۸–۲۰۰۸)، انسان‌شناس فرانسوی
- کورت لوین، روان‌شناس اجتماعی آلمانی
- گئورگ لوکاچ، فیلسوف مجارستانی
- گوستاو لوبون (۱۹۴۱–۱۸۴۱)، روان‌شناس اجتماعی فرانسه
- لوسیان لوی-برهول (۱۹۸۷–۱۸۵۹)، فیلسوف، جامعه‌شناس و فرانسوی فرانسوی
- لئو لوونتال، جامعه‌شناس آلمانی
- میشل لامونت، جامعه‌شناس آمریکایی
- مایکل لووی، جامعه‌شناس برزیلی-فرانسوی
- نیکلاس لومان (۱۹۲۷–۱۹۹۸)، جامعه‌شناس آلمانی (نظریه سیستم‌ها)
- ولادیمیر لنین، انقلابی و روشنفکر روسیه
- هارولد لاسول، جامعه‌شناس سیاسی آمریکا
- آلفرد آر. لیندزمیت (۱۹۹۱–۱۹۹۵)، جامعه‌شناس آمریکایی سیاست مواد مخدر
- آنتونی لودوویچ (متولد ۱۸۸۲)، جامعه‌شناس و فیلسوف محافظه کار انگلیس
- استیون لوکز، نظریه‌پرداز اجتماعی انگلیس
- امیل لیترو، فیلسوف و جامعه‌شناس فرانسوی، شاگرد کوته
- امیل لیدر، جامعه‌شناس آلمانی
- باری ب. لووین (متولد ۱۹۴۱)، جامعه‌شناس آمریکایی
- پیتر لاوروویچ لاوروف، جامعه‌شناس روسی
- جان لاو، جامعه‌شناس انگلیسی
- جان لوی مارتین، جامعه‌شناس آمریکایی
- جک لوین (متولد ۱۹۴۱)، جامعه‌شناس / جرم‌شناس آمریکایی
- جنجا لالیک (متولد ۱۹۴۵)، جامعه‌شناس آمریکایی
- جورج لوندبرگ (۱۹۶۴–۱۸۹۵)، جامعه‌شناس آمریکایی
- جوزف لوپراتو، جامعه‌شناس آمریکایی
- جویس لادنر، جامعه‌شناس و فعال آمریکایی
- دانیل لوی، جامعه‌شناس آلمانی و آمریکایی
- دایان لاموروکس (متولد ۱۹۵۴)، جامعه‌شناس، استاد و نویسنده کانادایی
- دیوید سی لین (متولد ۱۹۵۶)، جامعه‌شناس آمریکایی
- دیوید لاک وود، جامعه‌شناس انگلیسی
- رابرت استائوسون لیند (۱۹۷۰–۱۸۹۲)، جامعه‌شناس آمریکایی
- رالف لارکین، جامعه‌شناس آمریکایی
- روت لویتاس، جامعه‌شناس انگلیسی
- ریچارد لاچمان، جامعه‌شناس آمریکایی، متخصص جامعه‌شناسی تطبیقی تاریخی
- ژیل لیپوفسکی، فیلسوف فرانسوی
- فردریک بی. لیندستروم (۱۹۸۹–۱۹۹۸)، جامعه‌شناس آمریکایی هنرها
- فردریک لو پلی، جامعه‌شناس اولیه فرانسوی
- گرهارد لنسکی، جامعه‌شناس تکاملی آمریکایی
- لوت لیدسدورف، جامعه‌شناس هلندی
- لی یینه (متولد ۱۹۵۲)، جامعه‌شناس چینی، سکسولوژیست و فعال
- ناتالی لوکا (متولد ۱۹۶۶)، جامعه‌شناس فرانسوی
- نان لین، جامعه‌شناس آمریکایی
- ویلیام لابوف (متولد ۱۹۲۷)، جامعه‌شناس و دیالکولوژیست آمریکایی
- یوری لوادا، جامعه‌شناس روسی

## م
- آلفرد مارشال، اقتصاددان انگلیسی
- ادگار مورین، جامعه‌شناس فرانسوی
- امین معلوف، نویسنده لبنانی با مدرک جامعه‌شناسی
- برانیسلاف مالینوفسکی (۱۹۸۴–۱۸۸۴)، انسان‌شناس اجتماعی لهستانی
- توماس همفری مارشال، جامعه‌شناس انگلیسی
- توماس مازاریک، جامعه‌شناس چکی
- توماس مالتوس (۱۷۶۶–۱۸۳۴)، جمعیت‌شناس انگلیسی
- هنری جیمز سامنر ماین (۱۵ اوت ۱۸۲۲–۳ فوریه ۱۸۸۸) انگلیسی
- جورج هربرت مید (۱۹۷۳–۱۸۶۳)، فیلسوف و روان‌شناس آمریکایی
- چارلز موری (متولد ۱۹۴۳)، جامعه‌شناس آمریکایی
- دانیل پاتریک موینیهان (۲۰۰۳–۱۹۲۷)، جامعه‌شناس، دیپلمات و سیاستمدار آمریکایی
- رابرت کی. مرتن (۲۰۰۳–۱۹۱۰)، جامعه‌شناس آمریکایی
- رالف میلیبند، جامعه‌شناس انگلیسی
- روبرت میخلز (۱۹۷۶–۱۸۷۶)، جامعه‌شناس سیاسی آلمان
- سی. رایت میلز (۱۹۱۶–۱۹۱۶)، جامعه‌شناس آمریکایی
- شارل دو مونتسکیو، فیلسوف فرانسوی
- شانتال موفه، نظریه‌پرداز بلژیکی پس از مارکسیستی
- فاطمه مرنیسی (۲۰۱۵–۱۹۴۰)، نویسنده و جامعه‌شناس فمینیستی مراکشی
- کارل مارکس (۱۸۱۸–۱۸۱۸)، فیلسوف سیاسی آلمان، نظریه‌پرداز اجتماعی
- کارل مانهایم (۱۹۹۳–۱۸۹۳)، جامعه‌شناس مجارستانی / آلمانی
- کارل مایر (جامعه‌شناس) آلمانی (۱۹۰۲–۱۹۷۴)
- گایتانو موسکا (۱۹۱۹–۱۹۶۸)، دانشمند سیاسی و اجتماعی ایتالیا
- گونار میردال (۱۸۹۸–۱۹۸۸)، اقتصاددان، جامعه‌شناس و سیاستمدار
- مارسل ماوس (۱۹۵۰–۱۸۷۲)، جامعه‌شناس فرانسوی
- مارشال مک‌لوهان (۱۹۸۰–۱۹۱۹)، مربی، فیلسوف و محقق کانادایی
- مارگارت مید (۱۹۷۹–۱۹۰۱)، انسان‌شناس فرهنگی آمریکا
- مایکل مان (متولد ۱۹۴۲)، جامعه‌شناس انگلیسی و آمریکایی
- میشل مافزولی، جامعه‌شناس فرانسوی
- هربرت مارکوزه (۱۹۷۹–۱۸۹۸)، جامعه‌شناس آلمانی / آمریکایی (مکتب فرانکفورت)
- هریت مارتینو (۱۸۰۲–۱۸۷۶)، نویسنده انگلیسی به عنوان «اولین جامعه‌شناس زن» توصیف کرد
- آبراهام مولز (۱۹۹۲–۱۹۹۲)، جامعه‌شناس، روان‌شناس و مهندس فرانسوی
- آن میش، جامعه‌شناس آمریکایی
- آندرس مولینا انریکز، جامعه‌شناس مکزیکی
- آنی ماریون مک‌لین (۱۹۶۹–۱۸۶۹)، جامعه‌شناس کاربردی کانادایی-آمریکایی
- استفان منل (متولد ۱۹۴۴)، جامعه‌شناس انگلیسی
- اندرو میلنر (متولد ۱۹۵۰)، جامعه‌شناس ادبیات انگلیس و استرالیا
- اورت دین مارتین، جامعه‌شناس آمریکایی
- بارتونتون مور جونیور، جامعه‌شناس سیاسی آمریکا
- برایان ماسومی، نظریه‌پرداز اجتماعی کانادایی
- پیتر ای. مونچ (۱۹۸۸–۱۹۸۴)، جامعه‌شناس نروژی / آمریکایی
- پیتر کی مانینگ (زاده ۱۹۴۰)، جامعه‌شناس آمریکایی
- جان دبلیو مایر، جامعه‌شناس آمریکایی
- جان لوی مارتین، جامعه‌شناس آمریکایی
- جی کلاید میچل (۱۹۷۱–۱۹۹۵)، انسان‌شناس اجتماعی انگلیس
- جیمز دی مونتگومری، اقتصاددان آمریکایی و جامعه‌شناس ریاضی
- خوزه ماریا ماراول، جامعه‌شناس اسپانیایی
- داگ مک آدام، جامعه‌شناس آمریکایی
- داگلاس مسی، جامعه‌شناس آمریکایی
- دنیس مارسدن، جامعه‌شناس انگلیسی
- دونالد م. مکنزی، جامعه‌شناس انگلیسی
- رابرت مک کنزی (۱۹۱۷–۱۹۱۷)، استاد سیاست کانادا و روان‌شناس
- رابرت موریسون مک یور (۱۹۷۰–۱۸۸۲)، جامعه‌شناس اسکاتلندی / آمریکایی
- رادهاکامال میوکرجی، جامعه‌شناس هندی
- روبرتو مانگابهیرا اونجر، نظریه‌پرداز اجتماعی برزیلی
- ریچارد ماچالک (متولد ۱۹۴۶)، جامعه‌شناس و جامعه‌شناس آمریکایی
- ژان مارتین، جامعه‌شناس استرالیایی
- سرگ موسکوویچ، روان‌شناس فرانسوی و تأثیر عمده ای در مطالعه بازنمودهای اجتماعی و جنبشهای اجتماعی
- سعود محمد، جامعه‌شناس، جامعه‌شناس و فعال پاکستانی[۱]
- سینیسا مالزیویچ (زاده ۱۹۶۹)، جامعه‌شناس سیاسی و سیاسی ایرلند
- شینجی میادایی (متولد ۱۹۵۹)، جامعه‌شناس ژاپنی
- طارق مودود، جامعه‌شناس انگلیسی
- فایت آوری مکنزی (۱۹۵۷ ۱۸۷۲)، جامعه‌شناس آمریکایی
- کارل آر می (متولد ۱۹۶۱)، جامعه‌شناس پزشکی انگلیس
- گری تی. مارکس، جامعه‌شناس آمریکایی
- مایکل مسنر (متولد ۱۹۵۲)، جامعه‌شناس طرفدار فمینیست آمریکایی
- مونسوکه میتا، جامعه‌شناس ژاپنی
- وادیسلاو مارکیویچ (زاده ۱۹۲۰)، جامعه‌شناس لهستانی
- ولادیمیر مارتیننکو (متولد ۱۹۵۷)، جامعه‌شناس، اقتصاددان، دانشمند روسی
- هامبرتو ماتورانا، زیست‌شناس شیلی و جامعه‌شناس دانش

## ن
- آنتونیو نگری، فیلسوف سیاسی ایتالیایی و منتقد لومان
- اتو نویرات (۱۹۱۸–۱۸۸۲)، جامعه‌شناس اتریشی و اقتصاددان سیاسی
- احسان نراقی (۱۳۰۵ – ۱۳۹۱ خورشیدی)، پژوهشگر ایرانی حوزه فلسفه و جامعه‌شناسی، پایه‌گذار مؤسسه مطالعات و تحقیقات اجتماعی
- منیژه نویدنیا، نظریه پرداز و محقق ایرانی حوزه جامعه شناسی، موسس سایت جامعه شناسان جوان
- رابرت نیزبت (۱۹۱۳–۱۹۹۶)، جامعه‌شناس آمریکایی
- اتو نیومن (زاده نویمان ۱۹۲۲)، جامعه‌شناس اتریشی و انگلیسی
- اسوالد فون نل برونینگ (۱۹۹۱–۱۹۹۸)، متکلم کاتولیک رومی آلمانی، جامعه‌شناس و اصلاح طلب اجتماعی
- انیش ناندی، جامعه‌شناس هندی
- کارین نور ستینا (متولد ۱۹۴۴)، جامعه‌شناس اتریشی
- نورمن اچ. نی (متولد ۱۹۴۳)، مخترع SPSS
- ویسنچ ناوارو، جامعه‌شناس اسپانیایی
- ویکتور نی، جامعه‌شناس آمریکایی
- هلگا نووتنی (متولد ۱۹۳۷)، جامعه‌شناس اتریشی

## و
- آلفرد وبر (۱۹۵۸ ۱۸۶۸)، جامعه‌شناس آلمانی
- ایدا. ولز-بارنت (۱۹۷۳–۱۸۶۲)، جامعه‌شناس آمریکایی، روزنامه‌نگار، مددکار اجتماعی
- ادوارد وستارمارک (۱۹۸۳–۱۸۶۲)، جامعه‌شناس و فیلسوف فنلاندی
- ایمانوئل والرشتاین (متولد ۱۹۳۰)، جامعه‌شناس و مورخ آمریکایی
- بئاتریس وب (نظریه‌پرداز سوسیالیست و نظریه‌پرداز اجتماعی انگلیس)
- بری ولمن (متولد ۱۹۴۲)، جامعه‌شناس کانادایی / آمریکایی
- پل ویرلیو، فیلسوف فرانسوی و نظریه‌پرداز اجتماعی
- تورستن وبلن (۱۹۱۹–۱۹۴۶)، جامعه‌شناس و اقتصاددان آمریکایی
- دانکن وات، جامعه‌شناس ریاضی آمریکایی و نظریه‌پرداز شبکه
- ریموند ویلیامز (۱۹۲۱–۱۹۲۱)، جامعه‌شناس، رمان‌نویس و منتقد انگلیسی
- لئوپولد فون ویس، جامعه‌شناس آلمانی
- لستر فرانک وارد (۱۹۴۱–۱۸۴۱)، بنیانگذار جامعه‌شناسی آمریکایی
- ماریان وبر، جامعه‌شناس آلمانی
- ماکس وبر (۱۹۲۰–۱۸۶۴)، جامعه‌شناس آلمانی
- مری ولستون کرافت (۱۷۵۹–۱۷۹۷)، اصلاح طلب اجتماعی انگلیس
- ویلیام جولیوس ویلسون (متولد ۱۹۳۵)، جامعه‌شناس آمریکایی
- هریسون وایت، جامعه‌شناس آمریکایی
- آلفرد ویرکانت ، جامعه‌شناس آلمانی
- آنهانالی واصوی (زاده ۱۹۵۸)، جامعه‌شناس هندی
- ادموند ونوک-لیپینسکی (متولد ۱۹۴۴)، جامعه‌شناس لهستانی
- استیو وولگر، جامعه‌شناس انگلیسی
- امیل وکسوایلر، جامعه‌شناس بلژیکی
- پل ویلیس (متولد ۱۹۴۵) جامعه‌شناس و دانشمند بریتانیایی
- پیتر واگنر، جامعه‌شناس و نظریه‌پرداز اجتماعی آلمانی
- جان وسترگارد (زاده ۱۹۲۷)، جامعه‌شناس انگلیسی
- جورج ادگار وینسنت ، جامعه‌شناس آمریکایی
- داگلاس آر وایت (زاده ۱۹۴۲)، جامعه‌شناس ریاضی و مردم‌شناس آمریکایی
- رابرت وثنو، جامعه‌شناس آموالورد
- روت ونهاوون، جامعه‌شناس هلندی
- ژان پاول ویلیم (متولد ۱۹۴۷)، جامعه‌شناس فرانسوی ادیان
- ساسکیا وییرینگا (متولد ۱۹۵۰)، جامعه‌شناس و استاد هلندی
- سودیر علادی ونکاتس، جامعه‌شناس آمریکایی
- سیدنی وب (نظریه‌پرداز سوسیالیست و نظریه‌پرداز اجتماعی انگلیسی)
- سیلویا والبی، جامعه‌شناس انگلیسی
- شیو ویسواناتان، جامعه‌شناس و دانشمند هندی
- فرانسیسکو وارلا (۱۹۴۶–۲۰۰۱)، زیست‌شناس و فیلسوف شیلی
- فرانک وبستر (متولد ۱۹۵۰)، جامعه‌شناس انگلیسی
- کالوین والتمن (زاده ۱۹۴۱)، جامعه‌شناس، جمعیت‌شناس و جامعه‌شناس کانادایی
- کریستوفر وینرسی، جامعه‌شناس آمریکایی
- لوئیس ویرت (۱۹۵۹ ۱۸۹۷)، جامعه‌شناس آلمانی / آمریکایی
- لویی وکان، جامعه‌شناس فرانسوی
- مارگارت وایر، جامعه‌شناس و دانشمند سیاسی
- ماریانا والورده کانادایی
- مونرو وورک (۱۹۶۶–۱۸۶۶)، جامعه‌شناس آمریکایی
- میشل ویویورکا (متولد ۱۹۴۶)، جامعه‌شناس فرانسوی
- ورون ور، مربی و روزنامه‌نگار انگلیسی
- ویلیام اچ. هاو (۱۹۱۷–۱۹۹۹)، جامعه‌شناس، روزنامه‌نگار و مردم‌شناس آمریکایی
- ویلیام فوت فاوس، جامعه‌شناس آمریکایی
- هلموت ویلکه، جامعه‌شناس آلمانی
- هوارد وینت ، جامعه‌شناس آمریکایی

## هـ
- اروینگ لوئیس هوروویتز، جامعه‌شناس آمریکایی
- استوارت هال (متولد ۱۹۳۲)، نظریه‌پرداز فرهنگی انگلیس
- آکسل هونت (متولد ۱۹۴۹)، نظریه‌پرداز اجتماعی آلمان
- اگنس هلر، فیلسوف و جامعه‌شناس مجارستانی
- توماس هابز، فیلسوف انگلیسی
- جورج هومنز (۱۹۱۰–۱۹۱۰)، جامعه‌شناس رفتار آمریکایی
- دونا هاراوی (متولد ۱۹۴۴)، نظریه‌پرداز نظریه جنسیت و فناوری آمریکایی
- دیوید هاروی، نظریه‌پرداز اجتماعی انگلیس
- ماکس هورکهایمر (۱۹۷۳–۱۸۹۵)، نظریه‌پرداز اجتماعی آلمان
- مایکل دی هیگینز، جامعه‌شناس ایرلندی و رئیس‌جمهور فعلی ایرلند
- موریس هولباخ (۱۹۴۵–۱۸۷۷)، فیلسوف و جامعه‌شناس فرانسوی
- یورگن هابرماس (متولد ۱۹۲۹)، نظریه‌پرداز اجتماعی آلمان
- آرلی راسل هکشایلد، جامعه‌شناس آمریکایی
- اورت هیوز، جامعه‌شناس آمریکایی
- اسپومنکا هریبار (متولد ۱۹۴۱)، جامعه‌شناس اسلوونیایی، سیاستمدار فیلسوف و روشنفکر عمومی
- استر هارگیتای، جامعه‌شناس مجارستانی
- استفان جی هانت ، جامعه‌شناس انگلیسی
- ایدا آر. هووس (۲۰۰۷–۱۹۱۲)، جامعه‌شناس آمریکایی
- پل هیرست، جامعه‌شناس انگلیسی
- پیتر هدستروم، جامعه‌شناس سوئدی
- جان ای. هال (متولد ۱۹۴۹)، جامعه‌شناس انگلیسی یا کانادایی
- جان هالووی، جامعه‌شناس ایرلندی
- جان هریتاج، جامعه‌شناس آمریکایی
- جفری کی. هادن (۲۰۰۳–۱۹۳۷)، جامعه‌شناس آمریکایی
- چاندرکالا ای. هیت (۱۹۰۳–۱۹۹۰)، جامعه‌شناس هندی، مددکار اجتماعی و نویسنده
- دانیل هرویو لجر، جامعه‌شناس فرانسوی
- درو هلفمن (متولد ۱۹۶۷)، جامعه‌شناس آمریکایی
- دیرک هلینگ، جامعه‌شناس سوئیسی
- رابرت جی. هولتون، جامعه‌شناس انگلیسی
- رابرت هرتز، جامعه‌شناس فرانسوی
- ریچارد هاگارت (متولد ۱۹۱۸)، جامعه‌شناس انگلیسی
- ساموئل هیلمن، جامعه‌شناس آمریکایی
- سلیا استوتنیکا هلر، جامعه‌شناس آمریکایی
- فیلیپ ان. هوارد، جامعه‌شناس کانادایی آمریکایی
- لئونارد ترلاوی هابهاوس، جامعه‌شناس پیشگام انگلیس
- مارتا هارنکر، جامعه‌شناس شیلی
- ویل هرببرگ (۱۹۷۷–۱۹۰۱)، جامعه‌شناس آمریکایی
- ویلهلم هیتمایر، جامعه‌شناس آلمانی
- هورست هل، جامعه‌شناس آلمانی
- یوجینو ماریا دو هوستوس، جامعه‌شناس پورتوریکو

## ی
- کازوئو یاماگوچی، جامعه‌شناس ژاپنی، گروه جامعه‌شناسی، دانشگاه شیکاگو
- ماساهیرو یامادا، جامعه‌شناس ژاپنی
- جان میلتون یینگر، جامعه‌شناس آمریکایی، رئیس انجمن جامعه‌شناسی آمریکا
- مایکل یانگ، جامعه‌شناس انگلیسی و سیاستمدار حزب کارگر